# Circonscription électorale de Sarganserland
La circonscription électorale de Sarganserland (en allemand Wahlkreis Sarganserland) est une circonscription électorale du canton de Saint-Gall en Suisse. 

## Histoire
La circonscription électorale de Sarganserland est créée en 2003 à partir du district de Sargans.

## Communes
| Nom           | N° OFS | Population (décembre 2022) |
| ------------- | ------ | -------------------------- |
| Bad Ragaz     | 3291   | +006 663,                  |
| Flums         | 3292   | +005 211,                  |
| Mels          | 3293   | +009 311,                  |
| Pfäfers       | 3294   | +001 563,                  |
| Quarten       | 3295   | +003 000,                  |
| Sargans       | 3296   | +006 443,                  |
| Vilters-Wangs | 3297   | +005 015,                  |
| Walenstadt    | 3298   | +005 763,                  |
| Total         | Total  | +042 969,                  |